# Rubus linkianus
Rubus linkianus är en rosväxtart som beskrevs av Nicolas Charles Seringe. Rubus linkianus ingår i släktet rubusar, och familjen rosväxter. Inga underarter finns listade i Catalogue of Life.